# Bruce Willis
Walter Bruce Willis, född 19 mars 1955 i Idar-Oberstein, Rheinland-Pfalz, Tyskland, är en pensionerad amerikansk skådespelare och sångare. Han fick sitt genombrott i TV-serien Par i brott (1985–1989) och blev med sitt porträtt som John McClane i actionfilmen Die Hard (1988) en internationell actionstjärna. Han var banbrytande inom actiongenrén genom att inte vara den typiska muskelknutten. Han gjorde fyra uppföljare till filmen och även ett par kritikerrosade roller i Pulp Fiction (1994), De 12 apornas armé (1995), Sjätte sinnet (1999), Unbreakable (2000) och Moonrise Kingdom (2012). Under sina sista år i karriären medverkade han i flera lågbudgetfilmer. Efter att ha blivit diagnostiserad med frontallobsdemens gick Willis i pension 2022.

## Biografi

### Uppväxt
Bruce Willis föddes på en militärbas i Idar-Oberstein i dåvarande Västtyskland. Hans mor, Marlene var tyska från Kassel. Hans far, David Willis var amerikansk soldat. Han har en yngre syster, Florence och två yngre bröder, Robert (död 2001) och David. När hans far muckade från militären 1957 flyttade familjen till Carneys Point i New Jersey. Hans far tog där arbete som svetsare och hans mor arbetade på en bank. Willis växte upp med stamning, men när han började ta dramalektioner i gymnasiet märkte han att uppträdande och skådespelande minskade hans talstörning. I skolan fick han smeknamnet "Buck-Buck". Han avlade examen 1973.
Willis arbetade efter gymnasiet som säkerhetsvakt på ett kärnkraftverk i Salem County. Han transporterade sedan arbetare för kemiföretaget Dupont i Deepwater. Han arbetade också kort som privatdetektiv innan han började studera drama på Montclair State University där han medverkade i en uppsättning av Katt på hett plåttak. Han hoppade av skolan 1977 och flyttade till New York för att bli skådespelare. Där arbetade han som bartender på kända ställen som Kamikaze, Cafe Central och Chelsea Central. Enligt skådespelarna John Goodman och Linda Fiorentino var Willis en erkänd bartender. Han bodde i området Hell's Kitchen.

### Tidig karriär med genombrotten Par i brott och Die Hard
Willis första filmroll var som statist i filmen Mannen med ishackan (1980). Han syntes också i ett avsnitt av Miami Vice (1984) och Skymningszonen (1985) innan han fick huvudrollen som David Addison Jr. i TV-serien Par i brott. Han fick rollen i konkurrens med över 3000 andra sökanden och spelade mot Cybill Shepherd. Rollen etablerade Willis som en komediskådespelare och blev hans genombrott. Under seriens fem säsonger blev han nominerad till flera priser varav han vann både en Emmy och en Golden Globe 1987. Under seriens storhetstid blev han ansiktet utåt för spritföretaget Seagram; en kampanj som gav honom mellan 5-7 miljoner dollar under två år. Han förnyade inte avtalet när han slutade dricka alkohol 1988. Willis medverkade 1987 i sin första huvudroll på film i den romantiska komedin Blind Date, regisserad av Blake Edwards. Han medverkade tillsammans med Kim Basinger och trots alla sågningar blev den en finansiell succé. Edwards anställde Willis även i sin nästa film Sunset (1988) som även den blev sågad, men denna gång även ett finansiellt misslyckande.
Willis fick sedan sitt stora genombrott som polisen John McClane i actionfilmen Die Hard (1988). Rollen var till en början erbjuden till flera andra och stereotypiska actionstjärnor som Sylvester Stallone, Clint Eastwood, Harrison Ford, Burt Reynolds, Mel Gibson, Don Johnson, Richard Dean Anderson, Paul Newman, James Caan, och Al Pacino. Arnold Schwarzenegger hade kommit långt i förhandlingarna innan även han avböjde för att satsa mer på komedi. När rollen väl erbjöds Willis var han tvungen att tacka nej på grund av sitt kontrakt med Par i brott, men när Cybill Shepherd blev gravid sköts produktionen upp i elva veckor vilket lämnade en lucka för honom att medverka i filmen. Filmen förutspåddes att bli en flopp då Willis som TV-stjärna och komiker inte ansågs passa i rollen. Det blev också kontroversiellt att Willis fick 5 miljoner dollar i lön vilket vid tidpunkten var samma lön som etablerade stora stjärnor som Dustin Hoffman och Robert Redford hade. Filmen blev trots allt en enorm succé och blev årets sjunde mest inkomstbringande film. Filmen blev också ett populärkulturellt fenomen och förändrade synen på actionfilmer och dess stereotypiska muskelknuttar som vanligtvis varit framträdande i genren.

### Musikartist och uppföljare

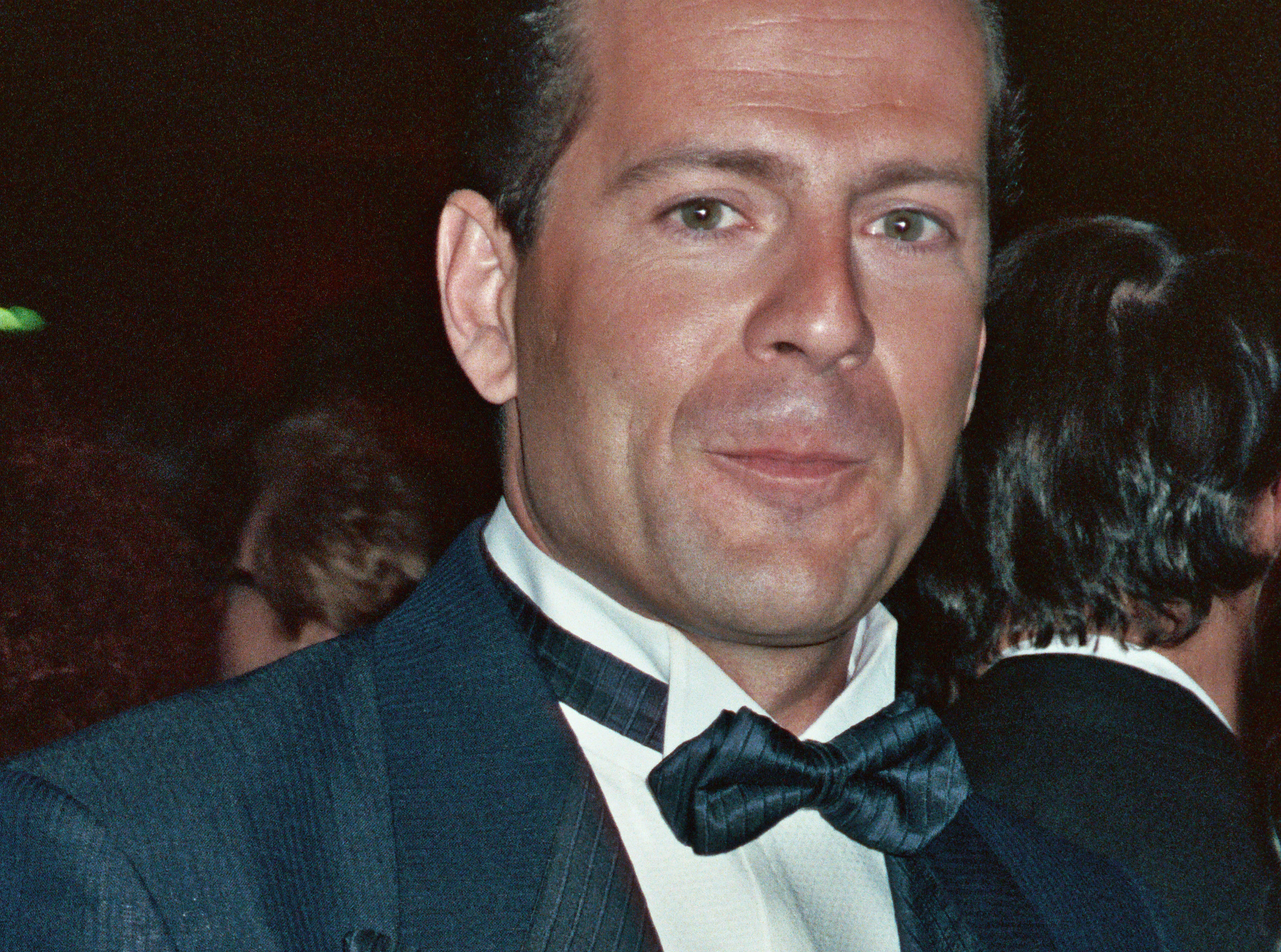
Bruce Willis på Oscarsgalan 1989.

Willis hade i slutet av 1980-talet en framgångsrik musikkarriär med de två hitsinglarna "Respect Yourself" och "Under the Boardwalk". Han följde upp låtarna med albumet The Return of Bruno (1987) som också blev en låtsasdokumentär med samma namn. Albumet blev också framgångsrikt. Han släppte under sin karriär fler album, men de nådde inte samma framgångar. Willis följde upp succén med Die Hard med dramat In Country (1989) där han spelade en Vietnamnkrigsveteran. Han agera sedan rösten åt en bebis i Titta, han snackar! (1989) vilken blev en stor framgång och redan året fick en uppföljare Titta, hon snackar också!. Den fick inte samma framgång som föregångaren och blev brutalt sågad av kritiker. Willis repriserade sin roll som John McClane i uppföljaren Die Hard 2 (1990). Filmen spelade in dubbelt så mycket än sin föregångare och även få bättre recensioner. Tillsammans med sin dåvarande fru Demi Moore som samtidigt var aktuell med filmen Ghost (1990) dominerade de båda filmerna på biograferna med plats 1 och 2. En framgång de var ensamma om fram till de äkta makarna Ryan Reynolds och Blake Lively lyckades med samma sak år 2024.
Willis följde upp succén med de brutalt sågade och finansiellt misslyckade filmerna Fåfängans fyrverkeri (1990), Mördande vänskap (1991) Höken är lös (1991) och Billy Bathgate (1991). För Höken är lös blev Willis även nominerad till Sämsta skådespelare på Golden Raspberry Awards. Han fick en succé igen då han medverkade tillsammans med Damon Wayans i Den siste scouten (1991). Även om den till största del fick negativa recensioner har den under senare år fått upprättelse och blivit en kultfilm. Samma öde väntade med komedin Döden klär henne (1992) som också fick negativa recensioner men blev en stor finansiell succé och även den en kultfilm, särskilt inom LGBT-communityt. Även hans nästa film Striking Distance (1993) nådde första platsen på biotoppen men blev brutalt sågad. Han medverkade i de brutalt sågade och finansiellt misslyckade filmerna Snacka om rackartyg (1994) och Color of Night (1994). För båda filmerna nominerades han till Sämsta skådespelare på Golden Raspberry Awards, samma år. Snacka om rackartyg har dessutom blivit utnämnd som en av de värsta filmerna någonsin. Color of Night blev en av de mest hyrda filmerna på videomarknaden. Av herrtidningen Maxim utsågs också Willis sexscen som en av de bästa genom tiderna.

### Dramatiska och kritikerrosade roller
Willis syntes samma år som några av sina värsta kalkoner även i en av sina mest uppmärksammade roller i Quentin Tarantinos kritikerrosade Pulp Fiction. Filmen blev en oerhörd kritisk och finansiell framgång. Den vann guldpalmen och blev nominerad till sju Oscars däribland Bästa film. Den anses också vara en av tidernas bästa filmer.  Den återupplivade John Travoltas filmkarriär och katapulterade både Willis och Samuel L. Jacksons karriärer. Samma år syntes han också i den kritikerrosade Nobody's Fool som även den blev Oscarsnominerad i två kategorier. Han hade sedan huvudrollen i Terry Gilliams kritikerrosade De 12 apornas armé (1995) tillsammans med Brad Pitt. Samma år repriserade han sin roll som John McClane och återförenades med Samuel L. Jackson i Die Hard – Hämningslöst. Den blev en än större succé än sina föregångare och årets mest inkomstbringande film.

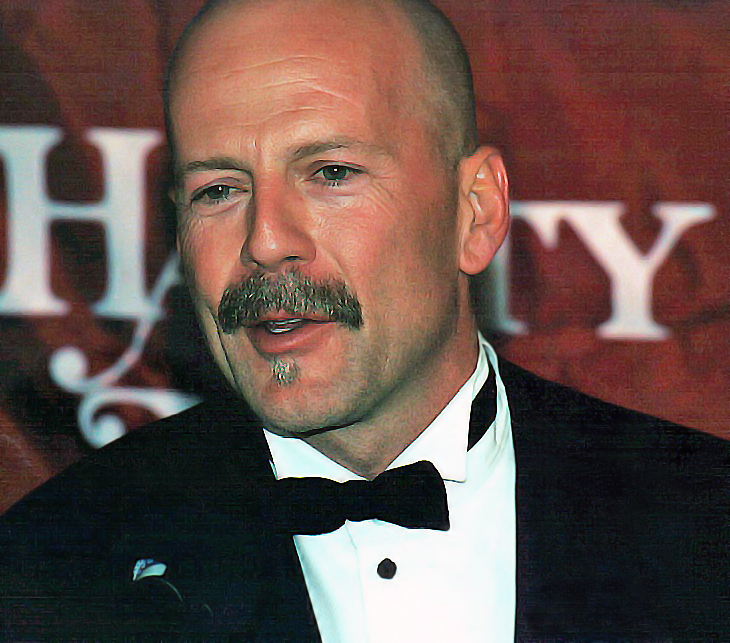
Bruce Willis 2002.

Willis medverkade sedan tillsammans med sin dåvarande fru Moore som röst i den animerade filmen Beavis and Butt-Head Do America (1996). Även den skulle få positiva betyg och bli en stor finansiell framgång. Även hans nästa film blev en finansiell succé, science fiction filmen Det femte elementet (1997) regisserad av Luc Besson. Även om den fick blandade recensioner har den blivit en kultfilm och hamnar ofta på listor bland de bästa science fiction filmerna. Resten av Willis 90-tal bestod i en rad brutalt sågade filmer som Schakalen (1997), Kod Mercury (1998), Belägringen (1998), Breakfast of Champions (1998), Berättelsen om oss (1999) och den nedlagda Broadway Brawler som 1997 avbröts mitt under inspelning. Det är ovanligt att en film med så stor budget avbryts, men då Willis som producent för filmen efter två års produktion plötsligt sparkade en stor del av filmarbetarna blev filmen satt i paus och sedan nedlagd. Willis riskerade att bli stämd på 17,5 miljoner dollar för sina snedsteg som producent och att aldrig mer bli anställd av Disney. Istället ingick han ett avtal att göra tre filmer åt filmbolaget för en lön på 3 miljoner dollar vardera istället för sina sedervanliga 20 miljoner dollar. Den första filmen var Armageddon (1998) som även den blev sågad men årets mest inkomstbringande film. Den andra var Sjätte sinnet (1999) som blev både kritikerrosad och en finansiell framgång. Den blev också bli ett populärkulturellt fenomen.

### Fortsatt ojämn karriär
Den tredje filmen Willis gjorde för avtalet efter Broadway Brawler var The Kid (2000) som även den var en sågad finansiell framgång. Samma år medverkade han som gästskådespelare i komediserien Vänner, för vilket han belönades med en Emmy för Bästa gästskådespel. Han återförenades samma år med en av seriens huvudrollsinnehavare Matthew Perry i komedin Oss torpeder emellan vilken också blev en sågad framgång. Redan under inspelningen av Sjätte sinnet hade regissören M. Night Shyamalan värvat Willis till huvudrollen som David Dunn i hans nästa film, den ovanliga superhjältefilmen Unbreakable (2000). Filmen fick positiva recensioner och blev en finansiell framgång. Den hamnar också ofta på listor om tidernas bästa superhjältefilm.

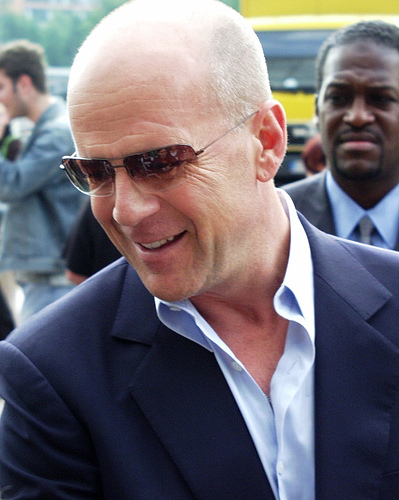
Bruce Willis i juni 2006.

Willis var anlitad för att spela kasinoägaren Terry Benedict i ensemblefilmen Ocean's Eleven (2001) men hoppade av för att spela in ett musikalbum, rollen gick istället till Andy García. I uppföljaren Ocean's Twelve (2004) gjorde han däremot en cameo som sig själv. Däremellan gjorde han en del mediokert mottagna filmer som Bandits (2001), Hart's War (2002), Grand Champion (2002) och Tears of the Sun (2003). Willis medverkade flertalet gånger som gäst på Late Show with David Letterman. När han den 23 februari 2003 var bokad som gäst, blev han istället vikarie åt Letterman när han var sjuk. År 2004 medverkade han även i uppföljaren Oss torpeder emellan 2 som blev brutalt sågad av kritiker och ett finansiellt misslyckande. Hans medspelare Matthew Perry sade i sina memoarer att det var den filmen som förstörde Perrys karriär. Willis fortsatte få eftertraktade roller (och fortsatta sågade roller) som i den kritikerrosade filmatiseringen av Frank Millers serieroman Sin City (2005) regisserad av Robert Rodriguez. En roll Willis själv anser vara en av sina bästa. Samma år medverkade han även i filmen Gisslan tillsammans med sin äldsta dotter Rumer Willis.
År 2006 medverkade Willis i inte mindre än 8 projekt där samtliga utom en blev antingen sågade och/eller finansiella misslyckanden. Enbart den animerade På andra sidan häcken, där han gör en röstroll, blev både kritikerrosad och en stor finansiell succé. Han återförenades med regissören Robert Rodriquez i den ena delen, Planet Terror (2007) av projektet Grindhouse som delades med Quentin Tarantinos Death Proof (2007). Även om han inte hade mest skärmtid så ska Willis ha sagt under inspelningen av Sin City att han ställer upp på allt Rodriquez erbjuder. Willis repriserade samma år sin roll som John McClane i Die Hard 4.0 vilken blev en ännu större framgång än sina föregångare, både bland kritiker och publik. En uppföljare det hade arbetats på sedan 1997 och som redan haft ett klart manus, men efter tre nekade manusförslag hade studion gett upp. Titeln till ett av förslagen var Die Hard: Tears of the Sun, som Willis hade fattat tycke för och använde istället till en annan film 2003 istället. Under inspelningen blev han skadad över ögat då hans motspelerska Maggie Q träffade honom med sina stilettklackar och fick sy sju stygn.

### På toppen av sin karriär

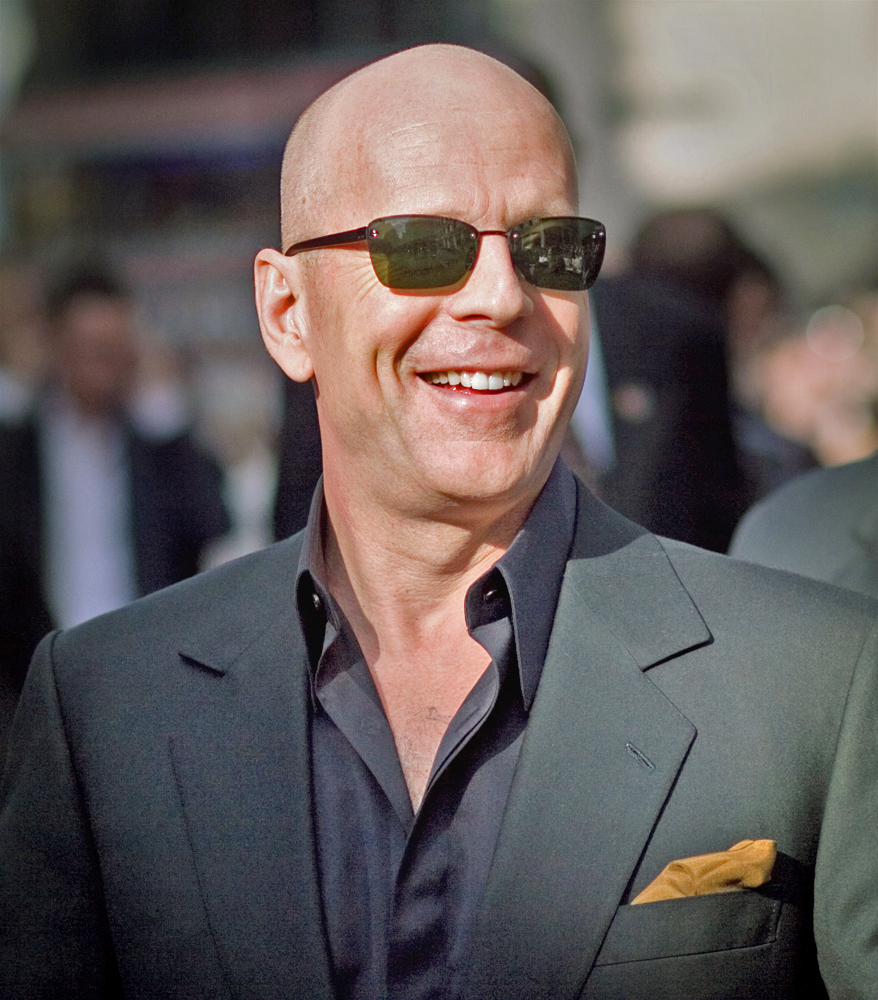
Bruce Willis på premiären av Die Hard 4.0 i juni 2007.

Willis återvände till komedierna och att göra en cameo där han spelar sig själv i What Just Happened (2008) tillsammans med Robert De Niro. Han gjorde sedan ytterligare en film baserad på en serietidning med science fiction filmen Surrogates (2009) som blev sågad men en hyfsad finansiell framgång. År 2010 var han listad som den åttonde högst betalda huvudrollsinnehavaren och den tolfte högst betalda skådespelaren i världen. Han medverkade tillsammans med Tracy Morgan i actionkomedin Cop Out (2010), regisserad av Kevin Smith. Inspelningen ska ha drabbats av många konflikter då Willis ska ha haft en oengagerad inställning och Smith ska ha brukat alldeles för mycket marijuana. Filmen sågades men blev också bli regissören Smiths mest inkomstbringande film i hans karriär. Willis medverkade samma år i popgruppen Gorillaz musikvideo för deras låt "Stylo" vilket blev en stor hit. Han spelade också i ytterligare en film baserad på en serietidning i ensemblekomedin Red där även Morgan Freeman, John Malkovich, Helen Mirren och Karl Urban medverkade. Filmen blev en stor succé.
År 2010 gjorde Willis ytterligare en ensemblefilm som Sylvester Stallone regisserade och hade idén om att samla de största actionstjärnorna i The Expendables. De som samlades förutom Willis och Stallone var Jason Statham, Arnold Schwarzenegger, Mickey Rourke, Jet Li och Dolph Lundgren. Även om Willis och Schwarzenegger bara hade en kort cameo i samma scen med Stallone, så var den scenen den mest emotsedda i filmen efter att det läckt ut att de tre tillsammans setts spelat in i en tom kyrka. Willis hade en än större roll i uppföljaren The Expendables 2 (2012). Båda filmerna blev finansiella framgångar med mediokra recensioner. Han syntes också det året i ensemblefilmen Moonrise Kingdom bredvid Bill Murray, Edward Norton och Frances McDormand. Filmens regissör Wes Anderson ville egentligen ha en skådespelare som påminde om James Stewart men såg också Willis som en ikonisk polisman. Filmen möttes av en hyllande kritikerkår och inkluderas ofta i listor om 2000-talets bästa filmer. Han medverkade samma år även i science fiction filmen Looper där han spelar en äldre version av Joseph Gordon-Levitts karaktär. Även den blev kritikerrosad.

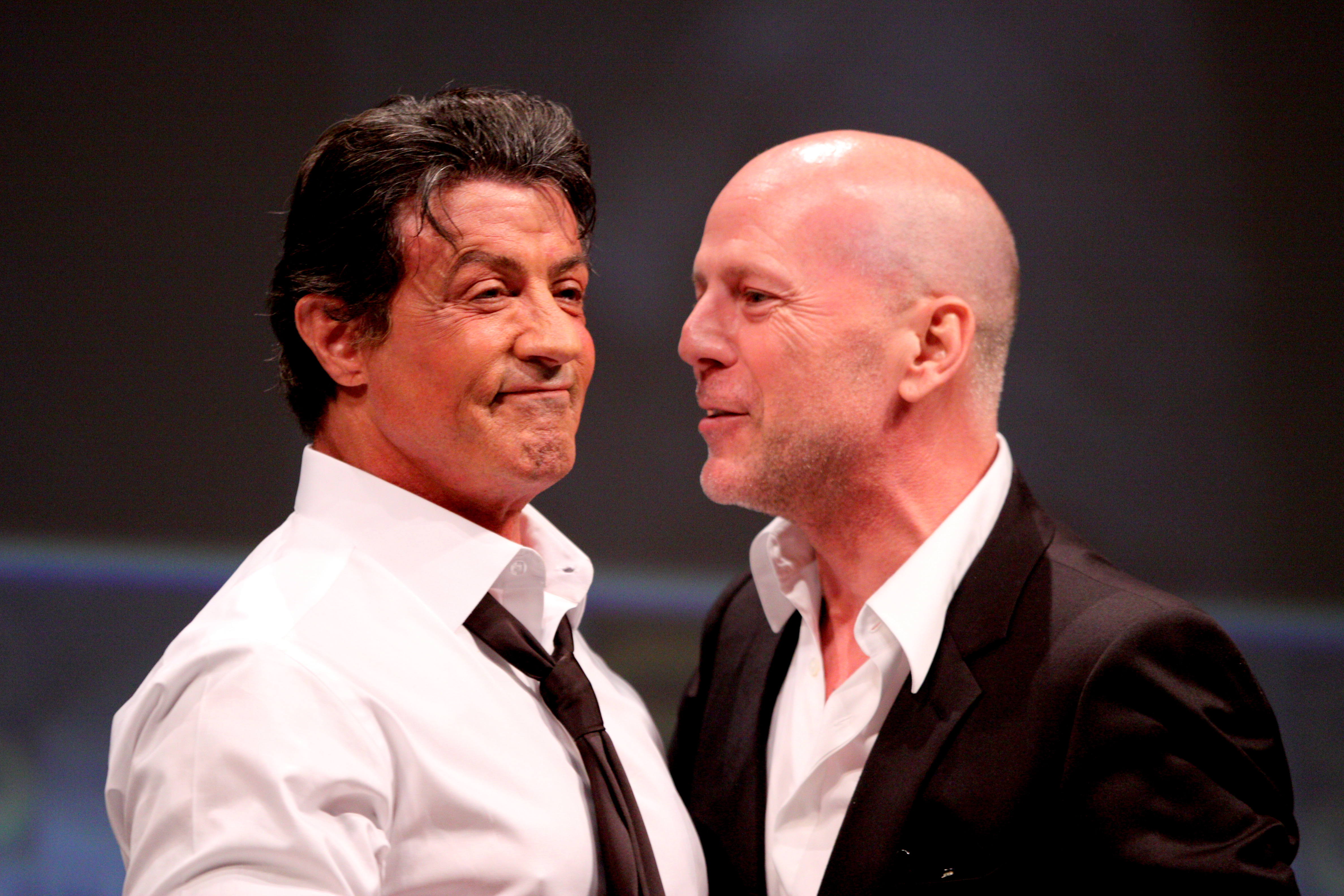
Sylvester Stallone och Willis på en panel om The Expendables på Comic-Con 2010.

Willis medverkade år 2013 uteslutande i uppföljare och reprisera sina båda roller som Frank Moses i Red 2 och John McClane i A Good Day to Die Hard. Båda filmerna  presterade sämre än sina föregångare både bland kritiker och publik. Den femte filmen i Die Hard-serien blev för första gången även brutalt sågad. "Jag har en varm plats i hjärtat för Die Hard... det är bara ren glädje att få spela samma karaktär över 25 år och fortfarande bli frågad om man vill komma tillbaka. Det är mycket mer utmanande att göra en film igen där man tävlar mot sig själv, vilket jag gör med Die Hard. Jag försöker förbättra mitt arbete varje gång." sade Willis i en intervju. Året efter repriserade han sin roll som John Hartigan i Sin City: A Dame to Kill For, vilken inte heller nådde upp till föregångarens inkomst eller kritik. Willis gjorde sin Broadwaydebut i en teaterversion av Stephen Kings roman Lida. Hans uppträdande blev sågad av kritiker och kallades för en alldaglig och slö insats. Willis repriserade också sin roll som David Dunn i både Split (2017, dock bara som en cameo) och Glass (2019) och även rollen som sig själv i Lego-filmen 2 (2019). Han medverkade också i Edward Nortons passionsprojekt och regidebut Motherless Brooklyn (2019). Filmen blev Willis sista biofilm innan han gick in i en period av filmer som gick direkt till video.

### Karriärens nedgång, hälsoproblem och pension
Willis hade en nedgång i sin karriär när han på toppen av sin karriär, runt 2012–2014 nästan uteslutande gjorde uppföljare eller lågbudgetfilmer som gick direkt till video. De flesta av hans filmer runt denna period fick dåliga recensioner och blev finansiella misslyckanden. För sina insatser i Death Wish (2018) och Glass (2019) blev han för första gången på 20 år nominerad till sämsta skådespelare på Golden Raspberry Awards. Under Willis sista år i karriären medverkade han i många lågbudgetfilmer som släpptes direkt till video; oftast med samma produktionsbolag, Emmett/Furla Oasis som släppte 20 filmer med Willis på bara fyra år. Situationen beskrevs som "en trygg hamn" för äldre skådespelare när Willis kunde arbeta två dagar och få uppemot två miljoner dollar per film där han bara syntes en kvart. Trots begränsad medverkan användes han ofta i reklamen och hade sitt namn högst upp på affischen; något som har fått smeknamnet "geezer teasers". Ofta har filmerna fått nedgörande kritik. 2021 blev han nominerad till sämsta skådespelare för tre filmer på Golden Raspberry Awards. 2022 fick han en helt egen kategori på Golden Raspberry Awards – "Sämsta Bruce Willis framträdande i en film från 2021" där åtta av hans filmer fanns med. Filmen Cosmic Sin blev "vinnaren". Priset drogs senare tillbaka då Willis konstaterades sjuk och galan tyckte det var fel att bedöma någons insats påverkad av sjukdom.
Willis hade börjat bete sig märkligt på inspelningar år 2021 då han hade frågat studioarbetare vad han gör där och glömde sina repliker. Han fick till slut bära en öronsnäcka och få sina repliker från den. Under inspelningen av Out of Death (2021) fick manusförfattaren tillsägelse att skriva ner karaktären och förenkla dialogen. Regissören blev dessutom tillsagd att spela in alla Willis scener på en enda dag. Den 30 mars 2022 meddelade Willis familj att han avslutar karriären efter att ha diagnostiserats med afasi, en sjukdom som drabbar området i hjärnan som kontrollerar tal och förståelse. Ett år senare meddelade familjen att Willis diagnostiserats med frontallobsdemens. De meddelade också att Willis hade fått svårt att uttrycka sig och att de hoppades att mediauppståndelsen runt detta skulle göra allmänheten mer medveten om sjukdomen.

## Privatliv
Willis äger hus i både Los Angeles och Penns Grove i New Jersey. Han hyr också lägenheter i Trump Tower och i Riverside South på Manhattan. Willis har sagt att han är inspirerad av skådespelarna Gary Cooper, Robert De Niro, Steve McQueen och John Wayne. Han är vänsterhänt. Han bor med sin familj i Brentwood i Los Angeles.
Willis gifte sig med Demi Moore på lyxhotellet Golden Nugget Las Vegas den 21 november 1987. De hade ytterligare en mottagning en månad senare på Warner Bros. Studios i Burbank för 450 gäster. De har tre döttrar tillsammans: Rumer (född 1988), Scout (född 1991) och Tallulah (född 1994). Paret skilde sig den 18 oktober 2000. "Jag känner att jag har misslyckats som far och make för att jag inte lyckades få det att hålla" ska Willis ha sagt om skilsmässan och har tackat skådespelaren Will Smith för att kunna hantera situationen. Han har fortsatt vara vän med Moore och hennes nya man Ashton Kutcher och närvarade på deras bröllop.
Willis var förlovad med skådespelaren Brooke Burns tills de bröt med varandra 2004 efter 10 månader tillsammans. Han gifte sig den 21 mars 2009 med modellen Emma Heming på Turks- och Caicosöarna. Hans ex-fru Moore och Kutcher var bland gästerna. Vigseln visade sig inte vara giltig och paret gifte sig igen 6 dagar senare i Beverly Hills. Paret har två döttrar födda 2012 och 2014.

### Politisk och religiös åskådning

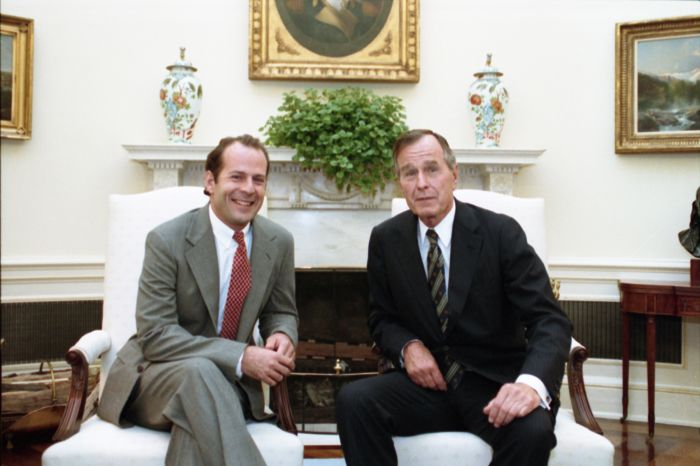
Bruce Willis med president George H.W. Bush, 1992.

Willis och hans dåvarande fru Demi Moore kampanjade för Massachusettes guvernör Michael Dukakis för demokraterna i presidentvalet 1988. I presidentvalet 1992 stöttade han dock George H. W. Bush. Han var en uttalad kritiker mot Bill Clinton, men när Willis blev ombedd att stötta hans republikanska motståndare Bob Dole under presidentvalet 1996 så tackade han nej då Dole hade kritiserat hans fru för hennes roll i filmen Striptease (1996). Men under presidentvalet 2000 stöttade han republikanernas kandidat George W. Bush.
Willis är en stark motståndare till droger. Han tycker också att lärare och poliser ska ha högre lön. Han har uttalat sig kritiskt om det amerikanska fosterhemssystemet och hur landet behandlar urinvånarna. Willis stödjer den amerikanska lagen som ger deras medborgare rätt att bära vapen, i en intervju sade han: "Alla har rätt att bära vapen, tar man vapnen ifrån de som lagligen äger vapen, så är de enda som har vapen de dåliga människorna".
När Willis 2006 fick frågan vad han tycker om Bushadministrationen svarade han upprört: "Jag är trött på att svara på denna jäkla frågan. Jag är bara republikan på det vis att jag vill ha en mindre regering, att regeringen gör mindre intrång. Jag vill att de ska sluta skita på mina pengar och dina pengar och på skattepengar som vi ger 50 procent av varje år. Jag vill att de blir skattemässigt ansvarsfulla och jag vill ha bort de jäkla lobbyisterna från Washington. Gör det och jag säger att jag är republikan. Jag hatar regeringen, OK? Jag är apolitisk. Skriv ner det. Jag är inte republikan." Willis har sedan dess inte stöttat eller donerat pengar till någon presidentkampanj. I några intervjuer har han nämnt att han har några republikanska åsikter kvar.
Willis var lutheran men har blivit mindre troende. Han har dock nämnt att han: "Tackar gud varje dag för allt som kommer hans väg".

## Filmografi (i urval)

### Film
| År   | Titel                                    | Roll                                   | Notering                                 |
| ---- | ---------------------------------------- | -------------------------------------- | ---------------------------------------- |
| 1980 | Mannen med ishackan                      | Man på diner                           | Okrediterad                              |
| 1980 | A Guru Comes                             | Statist                                | Okrediterad                              |
| 1982 | Domslutet                                | Rättssals observatör                   | Okrediterad                              |
| 1987 | Blind Date                               | Walter Davis                           |                                          |
| 1987 | The Return of Bruno                      | Bruno Radolini                         | TV-film, även manus och producent        |
| 1988 | Sunset                                   | Tom Mix                                |                                          |
| 1988 | Die Hard                                 | John McClane                           |                                          |
| 1989 | In Country                               | Emmett Smith                           |                                          |
| 1989 | Titta, han snackar!                      | Mikey Ubriacco                         | Röstroll                                 |
| 1990 | That's Adequate                          | Sig själv                              |                                          |
| 1990 | Die Hard 2                               | John McClane                           |                                          |
| 1990 | Titta, hon snackar också!                | Mikey Ubriacco                         | Röstroll                                 |
| 1990 | Fåfängans fyrverkeri                     | Peter Fallow                           |                                          |
| 1991 | Mördande vänskap                         | James "Jimmy" Urbanski                 |                                          |
| 1991 | Höken är lös                             | Hudson Hawk                            | Även manus                               |
| 1991 | Billy Bathgate                           | Bo Weinberg                            |                                          |
| 1991 | Den siste scouten                        | Joe Hallenbeck                         |                                          |
| 1992 | Spelaren                                 | Sig själv                              | Cameo                                    |
| 1992 | Döden klär henne                         | Dr. Ernest Menville                    |                                          |
| 1993 | Laddat vapen 1                           | John McClane                           | Cameo                                    |
| 1993 | Striking Distance                        | Thomas "Tom" Hardy                     |                                          |
| 1994 | Pulp Fiction                             | Butch Coolidge                         |                                          |
| 1994 | Snacka om rackartyg                      | Berättare / rådgivare                  |                                          |
| 1994 | Color of Night                           | Dr. Bill Capa                          |                                          |
| 1994 | Nobody's Fool                            | Carl Roebuck                           |                                          |
| 1995 | Die Hard – Hämningslöst                  | John McClane                           |                                          |
| 1995 | Four Rooms                               | Leo                                    | Okrediterad                              |
| 1995 | De 12 apornas armé                       | James Cole                             |                                          |
| 1996 | Last Man Standing                        | John Smith                             |                                          |
| 1996 | Beavis and Butt-Head Do America          | Muddy Grimes                           | Röstroll                                 |
| 1997 | Det femte elementet                      | Korben Dallas                          |                                          |
| 1997 | Schakalen                                | Schakalen                              |                                          |
| 1997 | Broadway Brawler                         | Eddie Kapinsky                         | Även producent, nedlagd under inspelning |
| 1998 | Kod Mercury                              | Art Jeffries                           |                                          |
| 1998 | Armageddon                               | Harry S. Stamper                       |                                          |
| 1998 | Belägringen                              | General William Devereaux              |                                          |
| 1999 | Breakfast of Champions                   | Dwayne Hoover                          |                                          |
| 1999 | Sjätte sinnet                            | Malcolm Crowe                          |                                          |
| 1999 | Berättelsen om oss                       | Ben Jordan                             |                                          |
| 2000 | Oss torpeder emellan                     | James Stefan "Jimmy the Tulip" Tudeski |                                          |
| 2000 | The Kid                                  | Russ Duritz                            |                                          |
| 2000 | Unbreakable                              | David Dunn                             |                                          |
| 2001 | Bandits                                  | Joe Blake                              |                                          |
| 2002 | Hart's War                               | Col. William A. McNamara               |                                          |
| 2002 | Grand Champion                           | Mr. Blandford                          |                                          |
| 2002 | The Crocodile Hunter: Collision Course   | -                                      | Enbart producent                         |
| 2003 | Tears of the Sun                         | Lieutenant A.K. Waters                 |                                          |
| 2003 | Rugrats i vildmarken                     | Spike                                  | Röstroll                                 |
| 2003 | Charlies änglar – Utan hämningar         | William Rose Bailey                    | Okrediterad                              |
| 2004 | Oss torpeder emellan 2                   | James Stefan "Jimmy the Tulip" Tudeski |                                          |
| 2004 | Ocean's Twelve                           | Sig själv                              | Cameo                                    |
| 2005 | Gisslan                                  | Jeff Talley                            | Även producent                           |
| 2005 | Sin City                                 | John Hartigan                          |                                          |
| 2006 | Alpha Dog                                | Sonny Truelove                         |                                          |
| 2006 | Lucky Number Slevin                      | Mr. Goodkat                            |                                          |
| 2006 | 16 Blocks                                | Jack Mosley                            |                                          |
| 2006 | På andra sidan häcken                    | RJ                                     | Röstroll                                 |
| 2006 | Fast Food Nation                         | Harry Rydell                           |                                          |
| 2006 | The Astronaut Farmer                     | Doug Masterson                         | Okrediterad                              |
| 2006 | Hammy's Boomerang Adventure              | RJ                                     | Röstroll, kortfilm                       |
| 2006 | The Hip Hop Project                      | Sig själv                              | Även producent, dokumentär               |
| 2007 | Perfect Stranger                         | Harrison Hill                          |                                          |
| 2007 | Planet Terror                            | Lt. Muldoon                            |                                          |
| 2007 | Die Hard 4.0                             | John McClane                           |                                          |
| 2007 | Nancy Drew                               | Sig själv                              | Cameo                                    |
| 2008 | Assassination of a High School President | Rektor Jared T. Kirkpatrick            |                                          |
| 2008 | What Just Happened                       | Sig själv                              |                                          |
| 2009 | Surrogates                               | Tom Greer                              |                                          |
| 2010 | Cop Out                                  | Jimmy Monroe                           |                                          |
| 2010 | The Expendables                          | Mr. Church                             | Cameo                                    |
| 2010 | Red                                      | Frank Moses                            |                                          |
| 2011 | The Black Mamba                          | Mr. Suave                              | Kortfilm                                 |
| 2011 | Setup                                    | Biggs                                  |                                          |
| 2011 | Catch .44                                | Mel                                    |                                          |
| 2012 | Lay the Favorite                         | Dink Heimowitz                         |                                          |
| 2012 | The Cold Light of Day                    | Martin Shaw                            |                                          |
| 2012 | Moonrise Kingdom                         | Captain Sharp                          |                                          |
| 2012 | The Expendables 2                        | Mr. Church                             |                                          |
| 2012 | Looper                                   | Äldre Joe                              |                                          |
| 2012 | Fire with Fire                           | Lt. Mike Cella                         |                                          |
| 2013 | A Good Day to Die Hard                   | John McClane                           |                                          |
| 2013 | G.I. Joe: Retaliation                    | General Joseph Colton                  |                                          |
| 2013 | Red 2                                    | Frank Moses                            |                                          |
| 2014 | Sin City: A Dame to Kill For             | John Hartigan                          |                                          |
| 2014 | The Prince                               | Omar                                   |                                          |
| 2015 | Vice                                     | Julian Michaels                        |                                          |
| 2015 | Rock the Kasbah                          | Bombay Brian                           |                                          |
| 2015 | Extraction                               | Leonard Turner                         |                                          |
| 2016 | Precious Cargo                           | Eddie Pilosa                           |                                          |
| 2016 | Marauders                                | Jeffrey Hubert                         |                                          |
| 2016 | Split                                    | David Dunn                             |                                          |
| 2017 | Once Upon a Time in Venice               | Steve Ford                             |                                          |
| 2017 | First Kill                               | Marvin Howell                          |                                          |
| 2018 | Acts of Violence                         | Detective James Avery                  |                                          |
| 2018 | Death Wish                               | Paul Kersey                            |                                          |
| 2018 | Reprisal                                 | James                                  |                                          |
| 2018 | Air Strike                               | Col. Jack Johnson                      |                                          |
| 2019 | Glass                                    | David Dunn                             |                                          |
| 2019 | Lego-filmen 2                            | Sig själv                              | Röstroll, cameo                          |
| 2019 | Motherless Brooklyn                      | Frank Minna                            |                                          |
| 2019 | 10 Minutes Gone                          | Rex                                    |                                          |
| 2019 | Trauma Center                            | Lt. Steve Wakes                        |                                          |
| 2020 | Survive the Night                        | Frank Clark                            |                                          |
| 2020 | Hard Kill                                | Donovan Chalmers                       |                                          |
| 2020 | Breach                                   | Clay Young                             |                                          |
| 2021 | Cosmic Sin                               | James Ford                             |                                          |
| 2021 | Out of Death                             | Jack Harris                            |                                          |
| 2021 | Midnight in the Switchgrass              | Karl Helter                            |                                          |
| 2021 | Survive the Game                         | David Watson                           |                                          |
| 2021 | Apex                                     | Thomas Malone                          |                                          |
| 2021 | Deadlock                                 | Ron Whitlock                           |                                          |
| 2021 | Fortress                                 | Robert Michaels                        |                                          |
| 2022 | American Siege                           | Ben Watts                              |                                          |
| 2022 | Gasoline Alley                           | Detective Bill Freeman                 |                                          |
| 2022 | A Day to Die                             | Alston                                 |                                          |
| 2022 | Corrective Measures                      | Julius Loeb                            |                                          |
| 2022 | Fortress: Sniper's Eye                   | Robert Michaels                        |                                          |
| 2022 | Vendetta                                 | Donnie Fetter                          |                                          |
| 2022 | White Elephant                           | Arnold Solomon                         |                                          |
| 2022 | Wrong Place                              | Frank Richards                         |                                          |
| 2022 | Wire Room                                | Shane Mueller                          |                                          |
| 2022 | Detective Knight: Rogue                  | Detective James Knight                 |                                          |
| 2022 | Paradise City                            | Ian Swan                               |                                          |
| 2022 | Detective Knight: Redemption             | Detective James Knight                 |                                          |
| 2023 | Detective Knight: Independence           | Detective James Knight                 |                                          |
| 2023 | Assassin                                 | Valmora                                |                                          |

### TV
| År        | Titel                                     | Roll              | Notering                                        |
| --------- | ----------------------------------------- | ----------------- | ----------------------------------------------- |
| 1984      | Miami Vice                                | Tony Amato        | Avsnitt: "No Exit"                              |
| 1985-1989 | Par i brott                               | David Addison Jr. | 66 avsnitt                                      |
| 1985      | Skymningszonen                            | Peter Novins      | Avsnitt: "Shatterday"                           |
| 1987      | Roseanne                                  | Sig själv         | Avsnitt: "Dear Mom and Dad", cameo              |
| 1989      | Saturday Night Live                       | Värd              | Avsnitt: "Bruce Willis / Neil Young"            |
| 1996-1997 | Bruno the Kid                             | Bruno the Kid     | 36 avsnitt, röstroll, även manus och producent  |
| 1997      | Galen i dig                               | Sig själv         | Avsnitt: "The Birth Part 2"                     |
| 1999      | Ally McBeal                               | Dr. Nickle        | Avsnitt: "Love Unlimited"                       |
| 2000      | Vänner                                    | Paul Stevens      | 3 avsnitt                                       |
| 2003      | Late Show with David Letterman            | Värd              | 1 avsnitt, Vikare när David Letterman var sjuk. |
| 2004      | Touching Evil                             | -                 | Enbart producent, 12 avsnitt                    |
| 2005      | That '70s Show                            | Vic               | Avsnitt: "Misfire"                              |
| 2013      | Saturday Night Live                       | Värd              | Avsnitt: "Bruce Willis / Katy Perry"            |
| 2018      | Comedy Central Roast                      | Sig själv         | TV-special                                      |
| 2018      | Bumping Mics with Jeff Ross & Dave Attell | Sig själv         | Avsnitt: "Friday"                               |
| 2019      | The Orville                               | Groogen           | Avsnitt: "Deflectors", Röstroll, Cameo          |

### Teater
| År        | Titel                    | Roll         | Teater                                    |
| --------- | ------------------------ | ------------ | ----------------------------------------- |
| 1984-1985 | Fool for Love            | Eddie        | Douglas Fairbanks Theater, New York       |
| 1997      | Fool for Love            | Eddie        | Samuel J. Friedman Theatre, New York      |
| 2002      | True West                | Lee          | Company of Fools' Liberty Theatre, Hailey |
| 2015-2016 | Lida                     | Paul Sheldon | Broadhurst Theatre, New York              |
| 2017      | Must                     | -            | Enbart producent                          |
| 2021      | My Mother's Severed Head | -            | Enbart producent                          |

### Musikvideos
| År   | Titel            | Roll        | Artist       |
| ---- | ---------------- | ----------- | ------------ |
| 1986 | Respect Yourself | Bruno       | Bruce Willis |
| 2010 | Stylo            | Lönnmördare | Gorillaz     |

## Diskografi

### Album
| År   | Album titel                                            | Bolag    | Notering      |
| ---- | ------------------------------------------------------ | -------- | ------------- |
| 1987 | The Return of Bruno                                    | Motown   | Sålde guld    |
| 1989 | If It Don't Kill You, It Just Makes You Stronger       | Motown   |               |
| 2001 | Classic Bruce Willis: The Universal Masters Collection | Polygram | Samlingsalbum |

### Singlar
| År   | Titel                        | Bolag  | Notering                          |
| ---- | ---------------------------- | ------ | --------------------------------- |
| 1986 | Respect Yourself             | Motown | Högsta listplacering: Nr 5 (USA)  |
| 1987 | Under the Boardwalk          | Motown | Högsta listplacering: Nr 2 (UK)   |
| 1987 | Secret Agent Man             | Motown | Högsta listplacering: Nr 43 (UK)  |
| 1987 | Young Blood                  | Motown | Högsta listplacering: Nr 68 (USA) |
| 1987 | Comin' Right Up              | Motown | Högsta listplacering: Nr 73 (UK)  |
| 1989 | Save the Last Dance for Me   | Motown | Högsta listplacering: Nr 80 (UK)  |
| 1989 | Turn It Up (A Little Louder) | Motown |                                   |

### Soundtracks/gästartist
| År   | Titel                                    | Bolag          | Notering                                                             |
| ---- | ---------------------------------------- | -------------- | -------------------------------------------------------------------- |
| 1986 | Moonlighting soundtrack                  | MCA Records    | Spår: Good Lovin'                                                    |
| 1991 | Hudson Hawk soundtrack                   |                | Spår: Swinging on a Star och Side by Side                            |
| 2000 | The Whole Nine Yards soundtrack          |                | Spår: Tenth Avenue Tango                                             |
| 2003 | Rugrats Go Wild soundtrack               |                | Spår: Big Bad Cat och Lust for Life                                  |
| 2008 | North Hollywood Shootout, Blues Traveler | Verve Forecast | Spår: Free Willis (Ruminations from Behind Uncle Bob's Machine Shop) |